# BEAST X
BEAST X（ビースト テン）は、競技麻雀のチーム対抗戦のナショナルプロリーグ・Mリーグのチーム。BSデジタルテレビジョン放送「BS10」がオーナーとなり、2023年に設立された。

## 概要
2023年5月26日にMリーグに9チーム目として参入することを発表したチーム。オーナー企業表記はBSJapanextの運営企業であるジャパネットブロードキャスティング名義ではなく、「BS放送局『BSJapanext』によるチーム」とされた。発足当初はチャンネル名に合わせた「BEAST Japanext」（ビースト ジャパネクスト）のチーム名としていたが、同チャンネルの呼称変更に伴い、2024-25シーズンから現行のチーム名に変更している。
所属選手はJapanext CUPやBS10チャンピオンシップへの出場権がある。

## 略歴
新規参入にあたって、ドラフト指名選手4名のうち1名を公募によるオーディションで選考することを公表。2023年（令和5年）5月31日のBSJapanextの生放送番組（後述）にて、チーム名が「BEAST Japanext」であることと、選手オーディションの最終選考に残った選手が発表された。
チーム創設時のドラフト会議では、オーディションを勝ち上がった菅原千瑛に加え、麻雀最強戦などでもその実力を発揮していた猿川真寿、日本将棋連盟所属の現役棋士でありながら、将棋と麻雀の「二刀流」競技プロとしての活動を開始した鈴木大介、さらに元乃木坂46メンバーでタレント・麻雀プロ・麻雀カフェ経営者と多彩な側面を持つ中田花奈の個性的な4名を指名、2023-24シーズンに挑むことになった。初年度は各人とも攻撃的な雀風故の出入りの激しい麻雀が続いて成績が安定せず、総合9位からなかなか抜け出せない日々が続く。しかし、序盤は低迷しつつも終盤にかけて実力を発揮し始めた猿川を中心にボーダー争いに迫る戦いを見せるも、最終的にボーダー争いをしていたEX風林火山・渋谷ABEMASの後塵を拝し、7位でシーズンを終えセミファイナル進出は成らなかった。
2024年（令和6年）5月22日、2024-25シーズンに向けて、猿川・菅原・大介・中田の4名の所属選手と契約を更新したことを発表。さらに8月23日、スポンサーのBSJapanextが2025年（令和7年）1月よりチャンネル名を「BS10」（ビーエステン）に変更することに伴い、これに合わせる形でチーム名を「BEAST X（ビースト テン）」に変更することを発表。
2024-25シーズンは9月30日に中田と大介が共に1着を獲得するなど、9月終了時点で+6.6ptの4位とまずまずのスタートを切る。しかし10月以降は前シーズン同様苦戦を強いられ、11月には最下位に転落。12月1日に菅原が同日2戦連続1着を獲得、1月13日の第2戦目で大介が大三元を和了しチーム初役満を達成するなど奮闘するも、最終的には-1143.6ptの最下位で2年連続となるレギュラーシーズン敗退となった。レギュレーションによりBEAST Xは選手強制入れ替えの対象となった。なお大介が記録した91300点のスコアはレギュラーシーズン終了まで破られなかったため、大介は自身初のMリーグ個人タイトル「最高スコア賞」を獲得した。また、チームとしても初めての個人タイトル獲得者となった。
2025年4月4日、大介・中田の残留、および猿川・菅原の入替オーディション参加が発表された。

## 選手オーディション（2023年）
チーム創設時に、BEAST Japanextでは求める選手像として
1. 攻撃的な雀風のプロ
2. 言葉で表現できるプロ
3. 麻雀の面白さ・素晴らしさを広めたいプロ

の3項目を示し、このイメージに合致する選手1名をオーディションで募り、ドラフト指名選手とすることを明らかにした。対象はMリーグに参加するプロ5団体の所属選手で、1分間のPR動画を投稿して応募した各団体のプロの中から8名が最終選考に残った。

### 最終選考方式（2023年）
最終選考は、8人が抽選で2組に分かれ各組がMリーグルールにて4半荘を行い、トップがファイナル進出、2位・3位がセミファイナル進出、4位がその時点で脱落となる。セミファイナルも4半荘行い、上位2名がファイナル進出する。ファイナルでも4半荘行い、1位が優勝者となる。
| 選手名             | 計    | 1     | 2     | 3     | 4     |
| ------------------ | ----- | ----- | ----- | ----- | ----- |
| 竹内元太（最高位） | ▲28.4 | ▲57.4 | ▲28.8 | 72.5  | ▲14.7 |
| 浅井堂岐（協会）   | ▲25.1 | 77.2  | 16.5  | ▲56.2 | ▲62.6 |
| 新井啓文（最高位） | 71.3  | ▲23.2 | 73.5  | 12.4  | 8.6   |
| 内田みこ（連盟）   | ▲17.8 | 3.4   | ▲61.2 | ▲28.7 | 68.7  |

| 選手名             | 計     | 1     | 2     | 3     | 4     |
| ------------------ | ------ | ----- | ----- | ----- | ----- |
| 宮内こずえ（連盟） | 17.1   | 59.8  | ▲59.3 | 31.5  | ▲14.9 |
| 山井弘（連盟）     | ▲21.6  | ▲13.2 | ▲39.2 | 73.4  | ▲42.6 |
| 菅原千瑛（連盟）   | 118.1  | 12.8  | 86.0  | ▲32.4 | 51.7  |
| 石橋伸洋（最高位） | ▲113.6 | ▲59.4 | 12.5  | ▲72.5 | 5.8   |

| 選手名     | 計     | 1     | 2     | 3     | 4     |
| ---------- | ------ | ----- | ----- | ----- | ----- |
| 内田みこ   | 79.7   | 61.4  | 19.1  | 15.4  | ▲16.2 |
| 浅井堂岐   | 44.0   | ▲20.9 | ▲67.7 | 59.4  | 73.2  |
| 宮内こずえ | ▲22.1  | ▲46.5 | 69.8  | ▲56.1 | 10.7  |
| 山井弘     | ▲101.6 | 6.0   | ▲21.2 | ▲18.7 | ▲67.7 |

| 選手名   | 計     | 1     | 2     | 3     | 4     |
| -------- | ------ | ----- | ----- | ----- | ----- |
| 新井啓文 | 84.2   | 7.1   | 86.7  | ▲33.7 | 24.1  |
| 菅原千瑛 | 84.9   | 54.9  | ▲60.1 | 8.4   | 81.7  |
| 内田みこ | ▲175.8 | ▲48.1 | 3.5   | ▲57.8 | ▲73.4 |
| 浅井堂岐 | 6.7    | ▲13.9 | ▲30.1 | 83.1  | ▲32.4 |

|  |                  |                  |                                 |                                 |                                 |                                 |            |          |        |  |  |  |  |  |  |  |  |  |
|  | A組              |                  |                                 |                                 |                                 |                                 |            |          |        |  |  |  |  |  |  |  |  |  |
|  | 竹内元太         | ▲28.4            | 各組トップは セミファイナル免除 | 各組トップは セミファイナル免除 | 各組トップは セミファイナル免除 | 各組トップは セミファイナル免除 |            |          |        |  |  |  |  |  |  |  |  |  |
|  | 浅井堂岐         | ▲25.1            | 各組トップは セミファイナル免除 | 各組トップは セミファイナル免除 | 各組トップは セミファイナル免除 | 各組トップは セミファイナル免除 |            |          |        |  |  |  |  |  |  |  |  |  |
|  | 新井啓文         | 71.3             |                                 |                                 |                                 |                                 |            |          |        |  |  |  |  |  |  |  |  |  |
|  | 内田みこ         | ▲17.8            |                                 |                                 |                                 |                                 |            |          |        |  |  |  |  |  |  |  |  |  |
|  |                  |                  | セミファイナル                  | セミファイナル                  |                                 | ファイナル                      | ファイナル |          |        |  |  |  |  |  |  |  |  |  |
|  | 各組最下位が脱落 | 各組最下位が脱落 | 内田みこ                        | 79.7                            | 新井啓文                        | 84.2                            |            |          |        |  |  |  |  |  |  |  |  |  |
|  | 各組最下位が脱落 | 各組最下位が脱落 | 浅井堂岐                        | 44.0                            | 菅原千瑛                        | 84.9                            |            |          |        |  |  |  |  |  |  |  |  |  |
|  | 各組最下位が脱落 | 各組最下位が脱落 |                                 | 宮内こずえ                      | ▲22.1                           |                                 |            | 内田みこ | ▲175.8 |  |  |  |  |  |  |  |  |  |
|  |                  |                  | 山井弘                          | ▲101.6                          | 浅井堂岐                        | 6.7                             |            |          |        |  |  |  |  |  |  |  |  |  |
|  | B組              |                  |                                 |                                 |                                 |                                 |            |          |        |  |  |  |  |  |  |  |  |  |
|  | 宮内こずえ       | 17.1             |                                 |                                 |                                 |                                 |            |          |        |  |  |  |  |  |  |  |  |  |
|  | 山井弘           | ▲21.6            |                                 |                                 |                                 |                                 |            |          |        |  |  |  |  |  |  |  |  |  |
|  | 菅原千瑛         | 118.1            |                                 |                                 |                                 |                                 |            |          |        |  |  |  |  |  |  |  |  |  |
|  | 石橋伸洋         | ▲113.6           |                                 |                                 |                                 |                                 |            |          |        |  |  |  |  |  |  |  |  |  |

以上の結果、菅原千瑛が優勝し、ドラフト指名内定となった。

## メンバー入替オーディション（2025年）
2024-25シーズンオフにMリーグの規定によりメンバーの入替が必要になったことから、BEAST Xは1名をドラフト指名、1名を「BEAST X メンバー入替オーディション」にて選出することを明らかにした。
レギュレーションについては2025年4月6日放送の「MリーグNo.1への道 BEAST ROAD」で、以下の2ステージ制で行われることが明らかにされた。
予選ステージ
猿川・菅原にチームが選抜した4名を加えた6名で総当たりリーグ戦9回戦（一人あたり6半荘）を行い、上位4名が決勝ステージに進出。
決勝ステージ
予選ステージを勝ち抜いた4名が予選ステージのポイントの半分を持ち越した上で5半荘を行う。
全試合終了後に合計点が最も高い選手が勝者となる。
猿川・菅原のいずれかが勝者となった場合は勝者と契約更新（勝者以外は契約満了）、それ以外の場合は両名と契約満了として勝者との新規契約が内定となる。
2025年4月18日、猿川・菅原以外のメンバー入替オーディション出場者が新井啓文（最高位戦）・浅井裕介（最高位戦）・下石戟（協会）・友添敏之（最高位戦）に決まったことが発表された。新井は2023年の選手オーディションに続く出場となる。また、新井と下石は同時期に開催されるEX風林火山のドラフト会議指名選手オーディションにも出場する。
| 選手名   | 計     | 1     | 2     | 3     | 4     | 5     | 6     | 7     | 8     | 9     |
| -------- | ------ | ----- | ----- | ----- | ----- | ----- | ----- | ----- | ----- | ----- |
| 浅井裕介 | 204.4  | 79.4  |       | 14.9  | 71.2  | ▲9.8  |       | ▲20.5 | 69.2  |       |
| 下石戟   | 180.3  |       | 67.0  | 56.5  | ▲21.2 | 12.9  |       | 15.9  |       | 49.2  |
| 菅原千瑛 | 15.1   | ▲57.9 | 20.4  |       | ▲55.1 |       | 79.8  | 69.0  |       | ▲41.1 |
| 新井啓文 | ▲75.8  |       | ▲76.1 | ▲18.7 |       | 64.1  | ▲22.2 |       | ▲29.2 | 6.3   |
| 猿川真寿 | ▲141.9 | ▲30.5 |       | ▲52.7 | 5.1   |       | 0.4   |       | ▲49.8 | ▲14.4 |
| 友添敏之 | ▲182.1 | 9.0   | ▲11.3 |       |       | ▲67.2 | ▲58.0 | ▲64.4 | 9.8   |       |

| 選手名   | 計     | 持越  | 1     | 2     | 3     | 4     | 5     |
| -------- | ------ | ----- | ----- | ----- | ----- | ----- | ----- |
| 下石戟   | 173.9  | 90.2  | 1.7   | ▲44.1 | ▲26.5 | 96.8  | 55.8  |
| 浅井裕介 | 152.8  | 102.2 | ▲34.4 | 7.4   | 68.2  | ▲1.6  | 11.0  |
| 新井啓文 | ▲30.6  | ▲37.9 | 89.8  | ▲19.5 | 10.4  | ▲23.9 | ▲49.5 |
| 菅原千瑛 | ▲134.0 | 7.6   | ▲57.1 | 56.2  | ▲52.1 | ▲71.3 | ▲17.3 |

以上の結果、下石戟が優勝し、ドラフト指名内定、猿川真寿・菅原千瑛の契約満了が決定した。

## 所属選手
| シーズン | 選手     | 選手     | 選手     | 選手     |
| -------- | -------- | -------- | -------- | -------- |
| 2023-24  | 猿川真寿 | 菅原千瑛 | 鈴木大介 | 中田花奈 |
| 2024-25  | 猿川真寿 | 菅原千瑛 | 鈴木大介 | 中田花奈 |
| 2025-26  | 下石戟   | 東城りお | 鈴木大介 | 中田花奈 |

## 監督
監督はBS10番組プロデューサーの高橋暁。

## チーム成績

### 総合成績
‎
‎

### レギュラーシーズン
| シーズン | 順位 | 総合    | 選手・得点 | 選手・得点 | 選手・得点 | 選手・得点 | 選手・得点 | 選手・得点 | 選手・得点 | 選手・得点 |
| -------- | ---- | ------- | ---------- | ---------- | ---------- | ---------- | ---------- | ---------- | ---------- | ---------- |
| 2023-24  | 7位  | ▲378.7  | 猿川真寿   | 28.4       | 菅原千瑛   | ▲48.6      | 鈴木大介   | ▲97.2      | 中田花奈   | ▲261.3     |
| 2024-25  | 9位  | ▲1143.6 | 鈴木大介   | 30.0       | 菅原千瑛   | ▲196.0     | 猿川真寿   | ▲402.2     | 中田花奈   | ▲575.4     |

### セミファイナル
| シーズン | 結果                   | 総合                   | 持越                   | セミファイナル         | 選手・得点             | 選手・得点             | 選手・得点             | 選手・得点             | 選手・得点             | 選手・得点             | 選手・得点             | 選手・得点             |
| -------- | ---------------------- | ---------------------- | ---------------------- | ---------------------- | ---------------------- | ---------------------- | ---------------------- | ---------------------- | ---------------------- | ---------------------- | ---------------------- | ---------------------- |
| 2023-24  | レギュラーシーズン敗退 | レギュラーシーズン敗退 | レギュラーシーズン敗退 | レギュラーシーズン敗退 | レギュラーシーズン敗退 | レギュラーシーズン敗退 | レギュラーシーズン敗退 | レギュラーシーズン敗退 | レギュラーシーズン敗退 | レギュラーシーズン敗退 | レギュラーシーズン敗退 | レギュラーシーズン敗退 |
| 2024-25  | レギュラーシーズン敗退 | レギュラーシーズン敗退 | レギュラーシーズン敗退 | レギュラーシーズン敗退 | レギュラーシーズン敗退 | レギュラーシーズン敗退 | レギュラーシーズン敗退 | レギュラーシーズン敗退 | レギュラーシーズン敗退 | レギュラーシーズン敗退 | レギュラーシーズン敗退 | レギュラーシーズン敗退 |

### ファイナル
| シーズン | 結果                   | 総合                   | 持越                   | ファイナル             | 選手・得点             | 選手・得点             | 選手・得点             | 選手・得点             | 選手・得点             | 選手・得点             | 選手・得点             | 選手・得点             |
| -------- | ---------------------- | ---------------------- | ---------------------- | ---------------------- | ---------------------- | ---------------------- | ---------------------- | ---------------------- | ---------------------- | ---------------------- | ---------------------- | ---------------------- |
| 2023-24  | レギュラーシーズン敗退 | レギュラーシーズン敗退 | レギュラーシーズン敗退 | レギュラーシーズン敗退 | レギュラーシーズン敗退 | レギュラーシーズン敗退 | レギュラーシーズン敗退 | レギュラーシーズン敗退 | レギュラーシーズン敗退 | レギュラーシーズン敗退 | レギュラーシーズン敗退 | レギュラーシーズン敗退 |
| 2024-25  | レギュラーシーズン敗退 | レギュラーシーズン敗退 | レギュラーシーズン敗退 | レギュラーシーズン敗退 | レギュラーシーズン敗退 | レギュラーシーズン敗退 | レギュラーシーズン敗退 | レギュラーシーズン敗退 | レギュラーシーズン敗退 | レギュラーシーズン敗退 | レギュラーシーズン敗退 | レギュラーシーズン敗退 |

## 個人成績

### レギュラーシーズン通算成績
| 選手名     | 半荘 | Pt      | 平均  | 最高点 | 1着率 | 連対率 | 回避率 | 平着 | 1着 | 1.5 | 2着 | 2.5 | 3着 | 3.5 | 4着 |
| ---------- | ---- | ------- | ----- | ------ | ----- | ------ | ------ | ---- | --- | --- | --- | --- | --- | --- | --- |
| 鈴木大介   | 59   | ▲67.2   | ▲1.1  | 91,300 | 25.4% | 45.8%  | 69.5%  | 2.58 | 15  | 0   | 12  | 1   | 13  | 0   | 18  |
| 菅原千瑛   | 46   | ▲244.6  | ▲5.3  | 65,200 | 26.1% | 43.5%  | 63.0%  | 2.67 | 12  | 0   | 8   | 0   | 9   | 0   | 17  |
| 猿川真寿   | 53   | ▲373.8  | ▲7.1  | 57,100 | 22.6% | 39.6%  | 71.7%  | 2.66 | 12  | 0   | 9   | 0   | 17  | 0   | 15  |
| 中田花奈   | 34   | ▲836.7  | ▲24.6 | 39,300 | 8.8%  | 17.6%  | 61.8%  | 3.12 | 3   | 0   | 3   | 0   | 15  | 0   | 13  |
| チーム通算 | 192  | ▲1522.3 | ▲7.9  | 91,300 | 21.9% | 38.5%  | 67.2%  | 2.72 | 42  | 0   | 32  | 1   | 54  | 0   | 63  |

### 獲得タイトル
- 最高スコア

鈴木大介 2024-25

## 役満
| シーズン | シリーズ   | 回      | 回      | 日付・曜日・回 | 日付・曜日・回 | 日付・曜日・回 | 局    | 役     | 東家     | 南家   | 西家     | 北家   | 出典   |
| -------- | ---------- | ------- | ------- | -------------- | -------------- | -------------- | ----- | ------ | -------- | ------ | -------- | ------ | ------ |
| 2024-25  | レギュラー | 第130戦 | 全216戦 | 2025年1月13日  | 月             | 第2戦          | 東4局 | 大三元 | 浅井堂岐 | 堀慎吾 | 鈴木大介 | 鈴木優 | [ 11 ] |

 和了者   放銃者 

## ユニフォームスポンサー
- カステラ本家福砂屋
- タクシール
- ゴルフパートナー
- au
- ホテル三日月
- アース製薬
- たべる。ジャパネット
- NAGASAKI STADIUM CITY
- ひむか食品工房

## MリーグNo.1への道 BEAST ROAD
『MリーグNo.1への道 BEAST ROAD』（エムリーグ ナンバーワンへのみち ビースト・ロード）は、BS10（旧：BSJapanext）で毎週水曜18:00 - 19:00に放送されている、BEAST Xの裏側やMリーグを駆け上がっていく軌跡を追い応援する番組。2023年5月31日22:30 - 23:30に放送された特別番組『Mリーグ参入記念! 緊急生放送 チーム名＆公募選手発表特番!』を起源とする番組で、チーム構成が決定するまでは特別番組の形式でチーム名の決定やオーディションのダイジェストなどを放送し、チーム構成決定後の同年7月5日からはレギュラー番組として選手の横顔などを紹介している。Mリーグ参加チームが単独でレギュラー番組を放送するのはこれが初めて。
番組は生放送で、ジャパネット公式アプリ「つながるジャパネット」を用い、2023-24シーズン開幕戦出場選手の視聴者投票を行ったり、放送中に表示される応援コメントの投稿受付などを行っている。
スターフライヤーの機内ビデオでも放送されている。

### 出演者
メイン
- 児嶋一哉（アンジャッシュ）（2024年2月14日 - ）- 応援団長
- 松本圭世（Mリーグ公式インタビュアー） - 進行
- 松嶋桃（Mリーグ公式実況） - 進行
- じゃい（インスタントジョンソン）- 解説
- 朝倉康心（元U-NEXT Pirates） - 解説（第50回以降月1回程度出演）

BEAST X選手
- 鈴木大介（2023年7月5日 - ）
- 中田花奈（2023年7月5日 - ）
- 下石戟（2025年7月2日 - ）
- 東城りお（2025年7月2日 - ）

過去の出演者
- 猿川真寿（2023年7月5日 - 2025年4月20日）- 元BEAST X選手
- 菅原千瑛（2023年7月5日 - 2025年4月20日）- 元BEAST X選手
- 小沢一敬（スピードワゴン）（2023年7月5日 - 2024年1月3日）[24][25][注 3] - 応援団長

### ゲスト
- 村上淳（元赤坂ドリブンズ、第9・10回）
- 渋川難波（KADOKAWAサクラナイツ、第11回）
- 二階堂亜樹・勝又健志・松ヶ瀬隆弥（当時）・二階堂瑠美（当時）（EX風林火山、第11回）
- 魚谷侑未（当時セガサミーフェニックス、第26回）
- 逢川恵夢（現EARTH JETS、永世女流雀王、第27・102〜104回）
- 徳井健太（平成ノブシコブシ、第28・90・91・94・98回）
- 近藤くみこ（ニッチェ、第30・37・39・41・90・99回）
- 坂本大志（第44期 最高位、第32・44回）
- 本田朋広（TEAM RAIDEN/雷電、第46回）
- 佐々木寿人（KONAMI麻雀格闘倶楽部、第47回）
- 小林剛・瑞原明奈（U-NEXT Pirates、第49回）
- 松本吉弘・日向藍子（渋谷ABEMAS、第54・55回）
- 吉井優（日本プロ麻雀連盟37期後期、第54・55・59・60・102〜104回）
- 竹内元太・浅井堂岐（セガサミーフェニックス、第57回）
- 鈴木優・仲林圭（U-NEXT Pirates、第59・60回）
- 平澤元気（Mリーグ公式ガイドブック編集者、第62回）
- 河野直也 （Mリーグ公式解説、第80回）
- 金本晃（『近代麻雀』編集長、第90回）
- 新井啓文・浅井裕介・友添敏之（BEAST X メンバー入替オーディション出場者、第91回）
- 下石戟（現BEAST X、第91・94回）
- 松田彩花（日本プロ麻雀連盟33期、第96〜99回）
- 紺野真太郎（第3期 帝王、第96〜99回）
- 石井一馬・HIRO柴田（EARTH JETS、第100〜104回）
- 三浦智博（EARTH JETS、第100・101回）
- 内村翠（日本プロ麻雀連盟39期後期、第100・101回）
- 永井孝典・内川幸太郎（EX風林火山、第102〜104回）
- 近藤誠一（元セガサミーフェニックス、第102〜104回）